# ویر (حوزه سرشماری) ماساچوست
ویر (به انگلیسی: Ware) یک منطقهٔ مسکونی در ایالات متحده آمریکا است که در شهرستان همپشر، ماساچوست واقع شده‌است. ویر ۱۶٫۴ کیلومتر مربع مساحت و ۶٬۱۷۰ نفر جمعیت دارد و ۱۲۹ متر بالاتر از سطح دریا واقع شده‌است.